# Francesco Pezzino
Francesco Pezzino, meglio noto come Franco Pezzino (Catania, 22 luglio 1920 – Catania, 5 dicembre 1993), è stato un sindacalista e politico italiano, eletto alla Camera dei Deputati nella III, IV e V legislatura della Repubblica Italiana.

## Biografia
Fece parte di un piccolo gruppo clandestino di studenti comunisti nell'Università di Catania. Dal 1943 fu uno dei protagonisti della ricostruzione del PCI e della Camera del lavoro di Catania, e da allora è rimasto ininterrottamente attivo ricoprendo varie responsabilità, tra cui quelle di segretario della Federazione del PCI e di deputato della Camera, dal 1958 al 1972. Negli ultimi anni si è dedicato alle riflessioni sulle travagliate vicende del PCI e del movimento operaio catanese, pubblicando articoli e brevi saggi su quotidiani e riviste.

### Risanamento di San Berillo
Negli anni Dieci del 2000 fu condotta una ricerca e ricostruzione storica sul controverso caso dello sventramento di San Berillo del 1957 a Catania, attraverso i documenti estratti dall’Archivio dell'on. Franco Pezzino, già consigliere comunale di Catania, che produsse una serie di inchieste e interrogazioni parlamentari, a proposito del progetto di “risanamento” del quartiere di San Berillo, affidato all’Istica.

## Opere
- F. Pezzino, L. D'Antone, S. Gentile, Catania tra guerra e dopoguerra (1938-1947), Catania, 1983.
- F. Pezzino, Il lavoro e la lotta - Operai e contadini nella Sicilia degli anni '40 e '50, Catania, 1987.
- F. Pezzino, I. Bosi, Per non dimenticare, Catania: fascismo e antifascismo a Catania (1919-1943), Catania 1992.